# إسحاق روزفلت
إسحاق روزفلت هو سياسي أمريكي، ولد في 19 ديسمبر 1726 في نيويورك في الولايات المتحدة، وتوفي في 1 أكتوبر 1794. نشط حزبياً في الحزب الفيدرالي الأمريكي. وقد انتخب عضو مجلس ولاية نيويورك ‏.